# ヴァンデルソン・クリスタウド・ファリアス
ヴァンデルソン（Wanderson）ことヴァンデルソン・クリスタウド・ファリアス（ポルトガル語: Wanderson Cristaldo Farias、1988年1月2日 - ）は、ブラジルとブルガリアのサッカー選手。ポジションはFW。

## クラブ歴
CEノヴァ・エスペランサで選手となった。その後、イラチSC、SCバルエリを経てノヴァ・エスペランサに復帰、カンピオナート・ブラジレイロ・セリエDに出場した。2012年1月にオエステFCに移籍。カンピオナート・ブラジレイロ・セリエCを制した。
2013年8月23日にアソシアソン・ポルトゥゲーザ・ジ・デスポルトスに移籍。9月14日にカンピオナート・ブラジレイロ・セリエAデビュー。8日後には同リーグ初得点を記録。
2014年にPFCルドゴレツ・ラズグラドに移籍。8月27日にヴィルヒル・ミシジャンに代わって投入されるとUEFAチャンピオンズリーグ 2014-15 予選でアディショナルタイムに初得点を記録。この得点の後、コスミン・モツィがPK戦で2回止めたのもあり、史上初のグループリーグ進出に貢献。2016年8月2日にはUEFAチャンピオンズリーグ 2016-17 予選でハットトリックを決めてプレーオフ進出に大きく貢献した。同年12月6日にグループリーグでアウェーのパリ・サンジェルマンFCから得点を奪い引分に持ち込んだ。

## 私生活
前妻との間に一子がいる。また彼は敬虔なキリスト教徒である。